# FC Baden
FC Baden es un club de fútbol suizo de la ciudad de Baden. Fue fundado en 1897 y se desempeña en la Promotion League.